# Aline Manson
Pour les articles homonymes, voir Manson.
Aline Manson, née à Paris 2e le 12 novembre 1912 et morte à Fontenay-lès-Briis le 20 janvier 2001, est une nageuse française spécialisée en brasse.

## Biographie
Aline Manson est sacrée championne de France de natation sur 200 m brasse en 1930 (3'36''2) et 1931 (3'33''2),.
Le 6 septembre 1931, elle arrive seconde de la traversée de Paris à la nage,.